# Coupe CECAFA des nations 1973
Navigation
Tanzanie 1974
La Coupe CECAFA des nations 1973 est la toute première édition de la Coupe CECAFA des nations qui a eu lieu en Ouganda du 22 au 29 septembre 1973. Les nations membres de la CECAFA (Confédération d'Afrique centrale et de l'Est) sont invitées à participer à la compétition.
C'est le pays organisateur, l'Ouganda, qui remporte la compétition en s'imposant en finale face à la Tanzanie. 

## Équipes participantes
- Ouganda - Organisateur
- Kenya
- Zambie B
- Tanzanie
- Somalie
- Zanzibar

## Compétition

### Premier tour

#### Groupe A
| Rang | Équipe   | Pts | J | G | N | P | Bp | Bc | Diff |  | Résultats (▼ dom., ► ext.) |  |     |     |
| ---- | -------- | --- | - | - | - | - | -- | -- | ---- |  | -------------------------- |  | --- | --- |
| 1    | Ouganda  | 3   | 2 | 1 | 1 | 0 | 6  | 1  | +5   |  | Ouganda                    |  | 0-0 | 6-1 |
| 2    | Zambie B | 3   | 2 | 1 | 1 | 0 | 6  | 1  | +5   |  | Zambie B                   |  |     | 6-1 |
| 3    | Somalie  | 0   | 2 | 0 | 0 | 2 | 2  | 12 | -10  |  | Somalie                    |  |     |     |

- Match de barrage :

| 28 septembre 1973 | Ouganda       | 2 - 1 | Zambie B |  |
|                   | Ouma · Mubiru |       |          |  |

#### Groupe B
| Rang | Équipe   | Pts | J | G | N | P | Bp | Bc | Diff |  | Résultats (▼ dom., ► ext.) |  |     |     |
| ---- | -------- | --- | - | - | - | - | -- | -- | ---- |  | -------------------------- |  | --- | --- |
| 1    | Tanzanie | 4   | 2 | 2 | 0 | 0 | 3  | 1  | +2   |  | Tanzanie                   |  | 2-1 | 1-0 |
| 2    | Kenya    | 2   | 2 | 1 | 0 | 1 | 3  | 2  | +1   |  | Kenya                      |  |     | 2-0 |
| 3    | Zanzibar | 0   | 2 | 0 | 0 | 2 | 0  | 3  | -3   |  | Zanzibar                   |  |     |     |

### Finale
| 29 septembre 1973 | Ouganda | 2 - 1 | Tanzanie | Kampala |  |
|                   |         |       |          |         |  |

| Vainqueur Coupe CECAFA 1973 Ouganda 1er titre |

## Sources et liens externes
- (en) Feuilles de matchs et infos sur RSSSF